# PW-Sat
A PW-Sat az első lengyelországi nanoműhold, amelyet az ESA Vega hordozórakétájával bocsájotttak fel a LARES olaszországi műhold segítségével 2012. február 13-án a közép-amerikai űrközpontból.

## Előzmények
A PW-Sat-ot a Varsói Műszaki Egyetem hallgatói a Lengyel Tudományos Akadémia Űrközpontjának munkatársaival együtt építették egy team keretében a CubeSat program részeként az ESA támogatásával.
- Projektvezető professzor: Piotr Wolański
- Team: Maciej Urbanowicz, Tomasz Szewczyk, PhD Piotr Orleański, PhD Jerzy Grygorczuk, PhD Marcin Stolarski, Kamil Bobrowski, Andrzej Cichocki, Marcin Dobrowolski, Rafał Graczyk, Marcin Iwiński, Bartosz Kędziora, Adam Kostrzewa, Jan Kostrzewa, PhD Andrzej Kotarba, Andrzej Kotarski, Michał Kurowski, Jakub Lisowski, Marta Mordalska, Marta Tokarz, Łukasz Wiśniewski, Grzegorz Woźniak

## Cél
A műhold elsődleges célja az űrszemét eltávolításának kipróbálása. A fedélzeten hordoz egy olyan szerkezetet, amely harmonikaszerűen, mintegy "farkat" képezve kinyitható, s többek között napelemcellákat tartalmaz. A farok a pályára állás után nyílik ki, s kb. egyméteres spirál alakú speciális anyaggal bevont része az eszköznek. A "farok" segítségével szeretnék a tervezett időpontban a légkör ellenállásának minél jobb kihasználásával a sűrűbb légkörbe visszavezetni feladata teljesítése után az űrszerkezetet.

## Jellemzői
- Indítás: 2012. február 13. 11:00
- Pálya: 1441 x 310 km
- Tervezett aktív élettartam: 1 hónap
- Visszatérés a légkörbe: 1  év
- Típus: nanoműhold (CubeSat szabvány)
- Méretek: 100 x 100 x 100 mm
- Tömeg: 1004 g
- Energiaellátás: 1,5 W napelem

## Lásd még

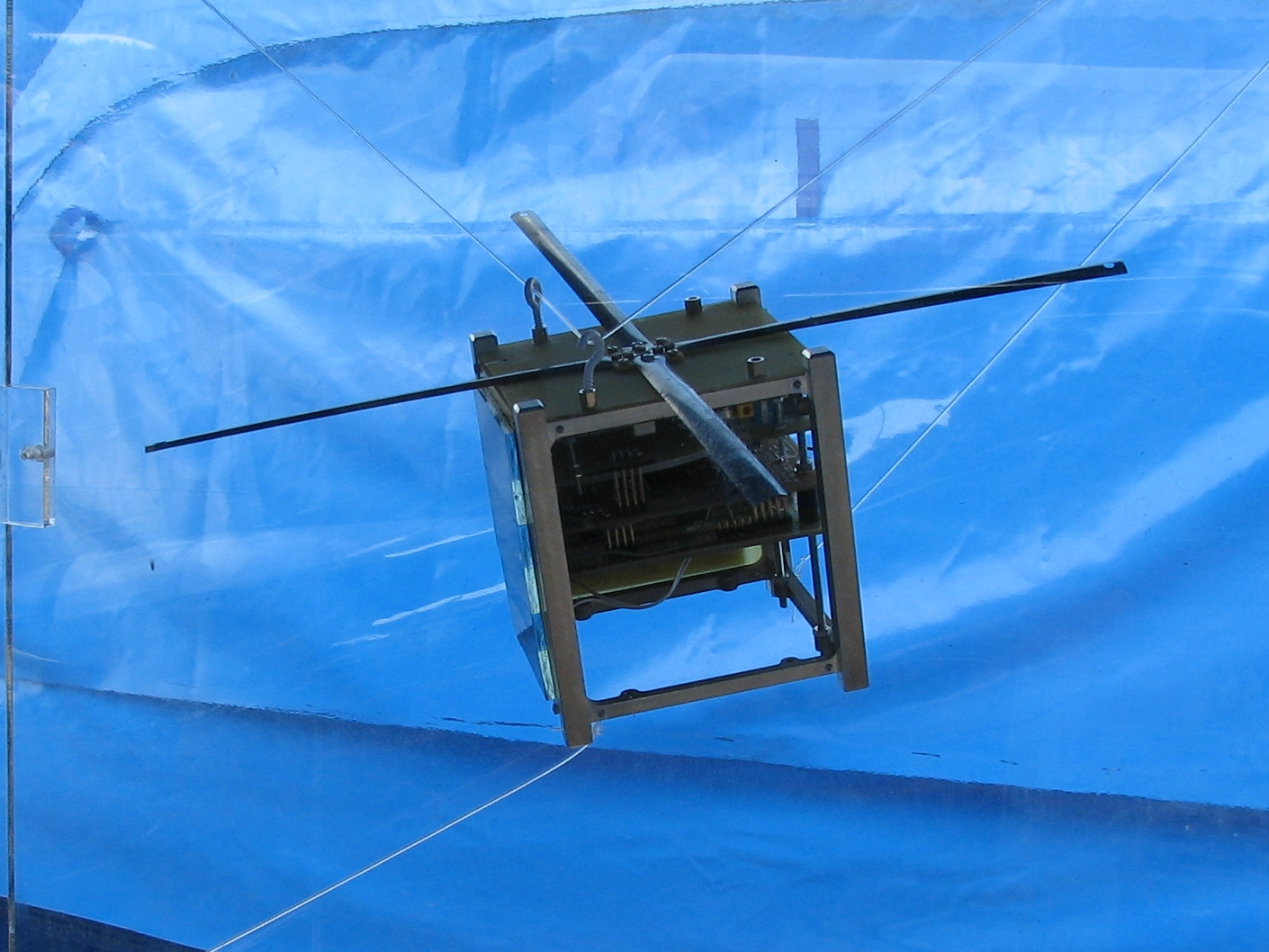
PW-Sat modell

- PW-Sat
- CubeSat Teams at ESA Education webpage
- PW-Sat wita radioamatorów